# Chlamydophila abortus
Chlamydophila abortus is een bacterie, die abortussen veroorzaakt bij zoogdieren, vooral bij schapen en geiten en af en toe bij runderen en hertachtigen. Ook mensen kunnen besmet raken met deze bacterie.
Voorheen werd deze bacterie Chlamydophila psittaci serotype 1 genoemd. Inmiddels is gebleken dat het toch om een andere soort gaat en wordt de bacterie vanaf 1999 Chlamydophila abortus genoemd. Chlamydophila abortus is een soort uit het geslacht Chlamydophila, die net als Chlamydia tot de familie Chlamydiaceae behoort.
De bacteriën kunnen niet zelfstandig groeien, maar doen dit uitsluitend in levende cellen. De bacterie blijft buiten een lichaam bij lagere temperaturen enkele dagen infectieus. 

## Besmetting en ziekteverschijnselen
De besmetting met C. abortus kan plaatsvinden door direct of indirect contact. De eerste besmetting op een bedrijf gebeurt meestal door de aanvoer van een of meerdere besmette dieren. De incubatieperiode duurt minimaal vijf tot zes weken. De besmette dieren zelf zijn niet of slechts kort ziek. Als de besmetting plaatsvindt aan het begin van de dracht, kunnen er vanaf de 90e dag van de dracht veranderingen aan de placenta optreden. Dit leidt tot verzwakte of dode lammeren of veroorzaakt een abortus. Met de schede-uitvloeiing komen heel veel bacteriën vrij. Deze schede-uitvloeiing begint enkele dagen voor de abortus en kan duren tot twaalf dagen na een abortus. Dit kan leiden tot een serie abortussen op een bedrijf.
Een besmetting die plaatsvindt in de laatste weken van de dracht zal niet leiden tot een abortus, maar tijdens een volgende dracht zal het dier wel een abortus kunnen krijgen. Dieren die eenmaal een abortus hebben gekregen, bouwen een immuunsysteem op waardoor ze niet meer zullen aborteren. Deze dieren kunnen tijdens de bronsttijd opnieuw de bacterie uitscheiden en andere dieren besmetten. Een besmette bok of ram kan een testikelontsteking krijgen. C. abortus kan ook via sperma verspreid worden. 
Als er eenmaal een besmetting met C. abortus heeft plaatsgevonden, dan blijft de besmetting op het bedrijf. In het eerste jaar zal ongeveer de helft van de aanwezige geiten of ooien een abortus krijgen. In de jaren daarna zullen steeds meer dieren een immuunsysteem opgebouwd hebben en krijgen alleen de dieren die voor het eerst drachtig zijn of nieuw aangevoerde dieren een abortus.

### Zoönose
Mensen kunnen ook besmet worden met Chlamydophila abortus. Degenen die assisteren bij aborterende dieren, dienen zich daarna goed te wassen en te ontsmetten. Zwangere vrouwen kunnen een miskraam krijgen en ziek worden. Zij moeten ieder contact, direct of indirect, met aborterende dieren zien te voorkomen.

## Diagnose
De diagnose van een C. abortus besmetting kan vastgesteld worden door middel van een immuunfluorisatietest (IFT) op de verworpen vrucht en de placenta. Ongeveer drie weken na een abortus zijn de eerste antistoffen gevormd bij een geit of ooi. Door middel van een bloedonderzoek (ELISA) kunnen de antistoffen aangetoond worden. Dit geeft het beste resultaat tussen drie weken en drie maanden na een abortus. 

## Preventie en bestrijding
Door contact met besmette bedrijven te vermijden kan een besmetting met C. abortus voorkomen worden. Ook het gebruik van rammen of bokken die met besmette dieren in contact zijn geweest, moet vermeden worden. 
Het is zeer moeilijk om van een besmetting met C. abortus af te komen op een bedrijf. Als de besmetting geconstateerd is, moeten de geaborteerde dieren zo veel mogelijk gescheiden blijven van de drachtige dieren. Alle nog drachtige dieren kunnen vanaf de 90e dag van de dracht behandeld worden met antibiotica (oxytetracycline). Dit helpt om het aantal abortusgevallen te verminderen en de infectiedruk te verlagen. 
Het is mogelijk om dieren in te enten met een levend vaccin. Dit leidt tot een verhoogde weerstand tegen een besmetting met Chlamydophila abortus. Deze inenting moet plaatsvinden minstens vier weken voor de geplande dekdatum en zal elke 3-4 jaar nodig zijn, afhankelijk van de condities op de locatie.